# だい好キッス
『だい好キッス』（だいすキッス）は、1996年に当時のコナミ（2006年3月31日の持株会社化に伴い、版権はコナミデジタルエンタテインメントに移行）が発表した業務用のミニゲーム集、クイズゲームである。当時のコナミは『ときめきメモリアル』など恋愛シミュレーションゲームがヒットしていたからか、本作にも恋愛シミュレーションゲームの要素が取り入れられている。

## 概要
プレイヤーはゲーム開始時に8人の生徒の中から1人を選ぶ。そして各ミニゲームもしくはクイズ開始前にアタックする相手を選ぶ。相手生徒の選択は自由で、自分が選んだキャラクターと同性の生徒や2P(2Pを担当しているCPU)を相手に選ぶことも可能である。また8人の生徒以外に4人の教師もゲームには登場し、教師と親交を深めることもできる。4人の生徒は隠しコマンドを使うか、特定のミニゲームをした時に乱入してくると以降、交流可能になり、プレイヤーが途中参加した場合の選択キャラとして選べるようになる。
ミニゲーム時に1Pと2P（あるいはCPU）で同じキャラクターを相手に選んだり、2Pが1Pの（あるいはその逆）キャラクターを選んだりすると三角関係状態となり、ボタン連打によるミニゲームが発生する。負けた方は相手を強制的に変更させられる。
ミニゲームやクイズでの成績によりハートが増減する。好成績を出すと得られるハートも多くなる。なお生徒の中の「さえ」はゲーム開始時は眼鏡をしているが、ハートを15個集めるとコンタクトレンズに変更する。卒業時にハートを一定数以上集めていればハッピーエンディングとなる。

## ゲームの流れ
- 1学期 - ミニゲーム×2→期末テスト
- 夏休み - ミニゲーム→ボーナスゲーム（海）
- 2学期 - ミニゲーム×2→期末テスト
- 冬休み - ミニゲーム→ボーナスゲーム（神社）
- 3学期 - ミニゲーム×2→期末テスト

## ミニゲーム
ミニゲームの名前の後に出てくる教師は「そのミニゲームに乱入してくることがある」事を意味する。
また、ミニゲームは選んだキャラが操作しているプレイヤーキャラか、その対象が有人かCPUかでも内容が変わる事がある。
あのコと保健室(かおる先生)
やや性的な内容のクイズが出題され、それに回答する。
番長がでたー!
ブロックくずしのようにハート球を自分の体で撃ち返し、番長に当てて倒す。
たこやきくるりん
画面の指示通りにたこ焼きを順にひっくり返し、規定量のしっかり焼けたたこ焼きを完成させればクリア。指示はたこ焼きに煙が出た時にひっくり返す事。
なお規定量はステージ、設定の難易度（LEVEL）によって変わる。例．1学期-2は6個、2学期-2は18個）完成させる。
あのコはどこ!?(トシヒコ先生)
街の中から、表示された服装と同じ格好をしている相手を探し出す。トシヒコ先生が乱入してきた場合は、トシヒコ先生を探すことになる。
あのコにポケベル!
ポケベルに表示される数字の語呂合わせが何を意味するか、クイズに答える。
あのコを守れ!
画面中央にいる相手に寄って来る者たちを金槌を操作して撃退する。
ディスコでダンス!(なつこ先生)
画面に一定時間表示される操作を覚え、同じように入力する。
巨大パフェに挑戦!
レバーを上下に繰り返し早く動かすことでパフェを規定量食べる。ライフの概念がなく、課せられた量のパフェを食べきればクリア。
もしも有人の1P2Pのペアによる挑戦だった場合、ゲージが共同となり、協力してゲージを全て減らす内容に変わる。
あのコと二人三脚(ヒデキ先生)
画面内に表示される掛け声に合わせレバーを左右に入れて進んでいく。
このミニゲームではライフという概念が無く、3組でレースをし、ビリにならなければクリア。ビリになるとアウトだが、コンティニューすれば好感度は高まらないものの、次に進める。
1P2Pが別々の子と組んだ場合は順番にレースをするが、もし1Pと2Pが一緒ならばお互いがペアとなって二人三脚をすることになる。
なおヒデキ先生が乱入してきた場合はヒデキ先生もレース相手のペアとして登場する。
ミニゲームは通常は以上の9つだが、相手生徒選択時に"Kiss!"と表示されている相手を選ぶと「だい好キッス」という、本作のタイトルと同名のミニゲームとなる。ミニゲームの内容は相手のグラフィックが画面中央に表示されたらボタンを押すというもので、ゲーム成績によって大量（最大10個）のハートを獲得できる。

## 期末テスト
各学期の最後に行われる。「地理」「数学」「国語」「英語」の4教科の中から1教科を選んでクイズに答える。

## ボーナスゲーム
夏休み・冬休みの2回ある。"YES"あるいは"NO"で答える質問が出され、その結果により特定の相手との親密度が高まる。

## 登場人物
- あさか　声 -
- みほ　声 -
- さえ　声 -
- しずか　声 -
- マサト　声 - 草尾毅
- コ～イチ　声 - 田中一成
- ヨシキ　声 -
- タクヤ　声 -
- なつこ先生　声 -
- かおる先生　声 -
- ヒデキ先生　声 -
- トシヒコ先生　声 -

以下役名不明の声優
- 山本百合子
- 江森浩子
- 松井摩味
- その他コナミスタッフ